# 低温物理学报 (中国)
《低温物理学报》（Chinese Journal of Low Temperature Physics），是中国科学院主管、中国科学技术大学主办的自然科学综合学术期刊杂志，双月出刊，大16开，为中国物理学会低温物理专业委员会会刊，创刊于1979年。中国科学院院士赵忠贤任主编。学报主要刊登低温物理领域中的基础与应用研究论文、与低温物理相关的交叉学科研究论文、研究述评。学报同时出版纸质版、光盘版、网络版。